# Josef Almqvist
Josef Natanael Almqvist, född 29 oktober 1898 i Ljusdal, död 1 april 1975, var en svensk översättare och författare.
Mellan 1938 och 1957 översatte Almqvist uppskattningsvis 150 böcker från engelska och (i mindre utsträckning) från danska och tyska. Från 1940 arbetade han exklusivt för B. Wahlströms bokförlag, vilket bland annat innebar Kitty-böcker av Carolyn Keene och Biggles- och andra böcker av W. E. Johns, men även mer höglitterära författare som H. G. Wells och John Steinbeck.
1924–1930 var Almqvist förste amanuens vid Riksförsäkringsanstalten.